# سايوز (عائلة صواريخ)
سويوز (بالروسية::Союз؛ بمعنى اتحاد) هي عائلة صواريخ روسية وسوفياتية غير قابلة لإعادة الاستخدام طورتها شركة أوه كيه بي 1 وصُنعت من قبل مركز بروجرس روكيت الفضائي في سامارا، روسيا. مع أكثر من 1900 مهمة فضائية منذ عام 1966، تُعتبر صواريخ سويوز مركبات الإطلاق الأكثر استخدامًا في العالم اعتبارًا من عام 2021.
لعقد تقريبًا، بين الرحلة الأخيرة لبرنامج مكوك الفضاء في عام 2011 وأول مهمة مأهولة لصاروخ فالكون 9 التابع لشركة سبيس إكس في عام 2020، كانت صواريخ سويوز مركبات الإطلاق الوحيدة القادرة والمُؤهلة لنقل رواد الفضاء إلى محطة الفضاء الدولية.
تُستخدم صواريخ سويوز لإطلاق مركبات سويوز المأهولة كجزء من برنامج سويوز، وكذلك لإطلاق مركبات بروجرس غير المأهولة لنقل المؤن إلى محطة الفضاء الدولية، ولإطلاق المهمات التجارية التي يتم التسويق لها وتشغيلها من قِبل شركتي ستار سيم وأريان سيبس. تستخدم جميع صواريخ وقود آر بّي 1 والأكسجين السائل، باستثناء صاروخ سويوز يو 2، الذي يستخدم وقود السينتين، الذي يُعتبر أخد نسخ وقود آر بّي 1، مع الأكسجين السائل. عائلة صواريخ سويوز هي مجموعة فرعية من عائلة صواريخ آر 7.

## نظرة تاريخية
دخلت صواريخ سويوز الخدمة في عام 1966، وهي مشتقة من صواريخ فوستوك، المُشتقة بدورها من الصاروخ الباليستي العابر للقارات آر 7 إيه أو 8 كيه 74. في البداية، تكون الصاروخ من ثلاث مراحل مع مرحلة عليا تُسمى بلوك 1. فشلت جميع عمليات الإطلاق التجريبية الأربعة الأولى، لكنها نجحت في النهاية. في وقت لاحق، أنتِجت نسخة جديدة تُسمى مولنيا عن طريق إضافة مرحلة رابعة، ما سمح للصاروخ بالوصول إلى مدار مولنيا الإهليلجي للغاية. أنتِجت نسخة أخرى تُسمى سويوز يو. على الرغم من سرية النموذج الدقيق والتسميات بهدف عدم كشفها للغرب، أُشير إلى صاروخ سويوز باسم إس إل 4 من قِبل وزارة الدفاع الأمريكية، أو إيه 2 من قِبل تشالز إس. شيلدون (محلل في مكتبة الكونغرس). توقف استخدام نظامي التسمية هذين مع توفر معلومات أكثر دقة.
بلغ إنتاج صواريخ سويوز ذروته (60 صاروخًا سنويًا) في أوائل ثمانينات القرن العشرين. أصبحت صواريخ سويوز صواريخ الفضاء الأكثر استخدامًا في العالم، إذ انطلقت أكثر من 1700 مرة، أي أكثر بكثير من أي صاروخ آخر. على الرغم من قدمها وربما بفضل بساطة تصميمها، تتميز عائلة صواريخ سويوز بتكلفتها المنخفضة وموثوقيتها العالية.

## نقل رواد الفضاء إلى محطة الفضاء الدولية
بين 1 فبراير 2003 و26 يوليو 2005، توقف استخدام أسطول المكوك الفضائي التابع للولايات المتحدة، وكانت صواريخ سويوز هي وسيلة النقل الوحيدة من وإلى محطة الفضاء الدولية. شمل ذلك نقل الإمدادات، باستخدام مركبة بروجرس الفضائية، وتبديل طواقم رواد الفضاء. بعد تقاعد أسطول مكوك الفضاء في عام 2011، لم يعد لبرنامج الفضاء الأمريكي أي وسيلة لنقل رواد الفضاء إلى المدار، وأصبحت ناسا تعتمد على صواريخ سويوز لإطلاق رواد الفضاء حتى عام 2020 حين بدأت ناسا بإطلاق المهمات المأهولة من أراضي الولايات المتحدة مرة أخرى من خلال برنامج تطوير الطاقم التجاري.

## سويوز 2 وميناء جويانا الفضائي
استُبدل صاروخ سويوز تدريجيًا بإصدار جديد، يُسمى سويوز 2 أو سويوز إس تي، الذي يشمل نظام توجيه رقمي جديد ومرحلة ثالثة مُعدلة بدرجة كبيرة بمحرك جديد. انطلقت النسخة التطويرية الأولى من سويوز 2 المُسمى سويوز 2 1 إيه، والمجهزة بنظام توجيه رقمي لكن بمحرك قديم في المرحلة الثالثة، في 4 نوفمبر 2004 من بليسيتسك في رحلة اختبارية دون مدارية، تلاها رحلة مدارية في 23 أكتوبر 2006 من بايكونور. انطلق الصاروخ المُعدل بالكامل (نسخة سويوز 2 1 بي) في 27 ديسمبر 2006 حاملًا قمر كوروت الصناعي من ميناء بايكونور الفضائي.
في 19 يناير 2005، وافقت وكالة الفضاء الأوروبية (إيسا) ووكالة الفضاء الاتحادية الروسية (روسكوزموس) على إطلاق صواريخ سويوز إس تي من مركز غيانا للفضاء. يسمح موقع الإطلاق الاستوائي لصاروخ سويوز بإطلاق حمولة تتراوح كتلتها بين 2.7 و4.9 طن إلى مدار متزامن مع الشمس، اعتمادًا على المحرك المُستخدم في المرحلة الثالثة. بدأ بناء منصة جديدة في عام 2005 واكتمل بناؤها في أبريل 2011. يجري تحميل الحمولات بشكل رأسي وهو أمر شائع في جويانا الفرنسية، على عكس التحميل الأفقي المستخدم في ميناء بايكونور الفضائي. أُجريت محاكاة لإطلاق في أوائل مايو 2011. أجرِي الإطلاق التشغيلي الأول للصاروخ في 21 أكتوبر 2011، حاملًا أول قمرين صناعيين لنظام غاليليو العالمي لتحديد المواقع.
يجري استبدال صاروخي سويوز يو وسويوز إف جي تدريجيًا بصواريخ سويوز 2 بدءًا من عام 2014 فصاعدًا. توقف استخدام صاروخ سويوز يو في عام 2017، بينما حمل صاروخ سويوز إف جي رواد الفضاء إلى محطة الفضاء الدولية حتى سبتمبر 2019 (كانت الرحلة الأخيرة للصاروخ هي مهمة سويوز إم إس 15 في 25 سبتمبر 2019).

## عملية التجميع
يجري تجميع الصاروخ أفقيًا في مبنى التجميع والاختبار. يُنقل الصاروخ المجمع إلى موقع الإطلاق في حالته الأفقية ثم يُرفع. هذا يختلف عن التجميع الرأسي لصاروخ ساتورن 5 مثلًا، وهو أحد الميزات التي تجعل من صواريخ سويوز أرخص عن تحضيرها للإطلاق. يُعد تجميع الصاروخ أفقيًا أمرًا أبسط نسبيًا إذ يمكن الوصول إلى جميع الوحدات بسهولة. يحتاج تجميع الصاروخ رأسيًا إلى حظيرة عالية تمنع دخول الرياح، وهو أمر لم يكن مجديًا من الناحية المالية أثناء تصميم الصاروخ، نتيجة اقتصاد الاتحاد السوفيتي المتدهور.

## الإطلاق
يتم إشعال المحركات باستخدام مشاعل نارية كهربائية، مثبتة على أعمدة الدعم، التي تشتعل قبل الإطلاق بعشرين ثانية، وقبل ثوانٍ قليلة من إدخال الوقود إلى غرفة الاحتراق. نادرًا ما تفشل هذه العملية بسبب بساطتها. أثناء الإطلاق، تتعقب أذرع الدعم حركة الصاروخ. بعد ظهور رؤوس أذرع الدعم من تجويف الدعم في المقدمة، تنفصل أذرع الدعم عن هيكل الصاروخ، وتدور حول محاور الدعم فاسحةً المجال أمام الصاروخ للانطلاق. أثناء الإطلاق، يشكل الصاروخ ومنشأة الإطلاق نظامًا ديناميكيًا واحدًا.
عندما تتوقف محركات الصواريخ المعززة الجانبية، تسقط الصواريخ المعززة دون أن تصطدم ببعضها. إذا كانت السماء صافية، يمكن للمراقبين على الأرض رؤية الصواريخ الساقطة وهي تشكل ما يُعرف باسم صليب كوروليف.